# Romans Sauss
Romans Sauss (* 27. Juni 1989 in Krāslava) ist ein lettischer Volleyballspieler. Der Nationalspieler gewann in verschiedenen Ländern nationale Meisterschaften und Pokalwettbewerbe.

## Karriere
Sauss begann seine Karriere 2007 bei Lase-R Riga. Mit dem Verein gewann er gleich in der ersten Saison die lettische Meisterschaft. Außerdem spielte er zwei Runden im europäischen Challenge Cup. 2008 wurde er erstmals in die A-Nationalmannschaft berufen. In der folgenden Saison gelang dem Außenangreifer mit dem Verein der Gewinn des Doubles aus Meisterschaft und Pokal. Die Europapokal-Saison endete diesmal bereits nach einer Runde. 2009/10 spielte Sauss für Biolars Olaine Ozolnieki und wurde zum dritten Mal in Folge lettischer Meister; außerdem wurde er als bester Spieler der Liga ausgezeichnet. Danach wechselte er für eine Saison zum deutschen Bundesligisten A!B!C Titans Berg. Land nach Wuppertal. Bei Saimaa Volley war der Außenangreifer 2011/12 Topscorer der finnischen Liga. In der Saison 2012/13 spielte er in der Schweiz für EN Gas & Oil Lugano. Im Challenge Cup erreichte der Verein das Achtelfinale und national gewann Lugano das Double aus Meisterschaft und Pokal. Nach diesen Erfolgen ging Sauss erneut nach Finnland. In seiner ersten Saison bei Kokkolan Tiikerit setzte er seine Erfolgsserie mit dem Gewinn des finnischen Pokals und dem zweiten Platz in der Meisterschaft fort. International spielte er mit dem Verein im CEV-Pokal und Challenge Cup. Auch 2014/15 war Kokkola in beiden europäischen Wettbewerben vertreten. In der Heimat wurde der Verein mit Sauss Meister und verteidigte den Pokal erfolgreich. Im CEV-Pokal gelang Kokkola in der Saison 2015/16 erstmals der Sprung ins Achtelfinale, das gegen den späteren Finalisten ZSK Gazprom-Ugra Surgut verloren ging. Im nationalen Pokal gewann Sauss mit seiner Mannschaft zum dritten Mal in Folge das Finale und wurde dabei zum besten Spieler gewählt. In der Liga verlor das Team nur ein Spiel und verteidigte somit auch den Meistertitel erfolgreich. Anschließend folgte der Außenangreifer seinem Trainer Tommi Tiilikainen zum deutschen Bundesligisten SWD Powervolleys Düren.  In der Saison 2016/17 erreichte er mit den Dürenern den dritten Rang in der Meisterschaft. Die Saison 2017/18 endete im Playoff-Viertelfinale. In der Saison 2018/19 erreichte Sauss mit Düren das Halbfinale im DVV-Pokal und das Viertelfinale in den Bundesliga-Playoffs. Danach wechselte er zum französischen Erstligisten Arago de Sète.